# New Hartford (Connecticut)
New Hartford és una població dels Estats Units a l'estat de Connecticut. Segons el cens del 2005 tenia 6.746 habitants.

## Demografia
Segons el cens del 2000, New Hartford tenia 6.088 habitants, 2.228 habitatges, i 1.748 famílies. La densitat de població era de 63,5 habitants/km².
Dels 2.228 habitatges en un 38,3% hi vivien nens de menys de 18 anys, en un 68,9% hi vivien parelles casades, en un 6,6% dones solteres, i en un 21,5% no eren unitats familiars. En el 16,4% dels habitatges hi vivien persones soles el 4,7% de les quals corresponia a persones de 65 anys o més que vivien soles. El nombre mitjà de persones vivint en cada habitatge era de 2,72 i el nombre mitjà de persones que vivien en cada família era de 3,07.
Per edats la població es repartia de la següent manera: un 26,9% tenia menys de 18 anys, un 4,4% entre 18 i 24, un 31% entre 25 i 44, un 28,7% de 45 a 60 i un 8,9% 65 anys o més.
L'edat mediana era de 39 anys. Per cada 100 dones de 18 o més anys hi havia 97,6 homes.
La renda mediana per habitatge era de 69.321 $ i la renda mediana per família de 78.065 $. Els homes tenien una renda mediana de 52.077 $ mentre que les dones 36.946 $. La renda per capita de la població era de 30.429 $. Aproximadament l'1,5% de les famílies i l'1,6% de la població estaven per davall del llindar de pobresa.

## Poblacions més properes
El següent diagrama mostra les poblacions més properes.